# Listón

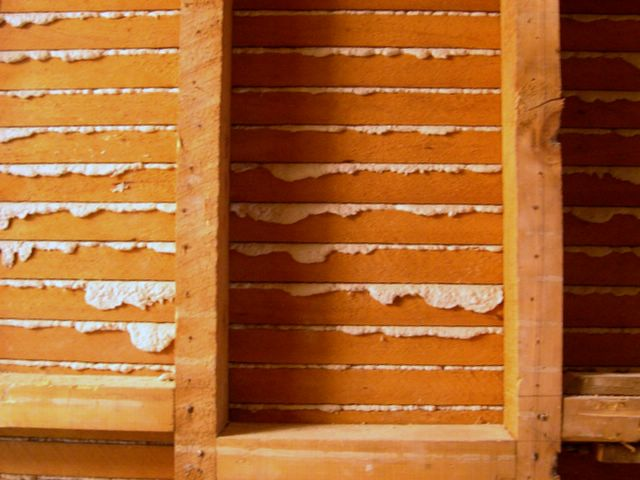
Panel de listón aserrado, visto desde atrás con yeso endurecido del otro lado que se ve. El panel de listón aserrado se hizo popular después de la introducción de la sierra circular en el.

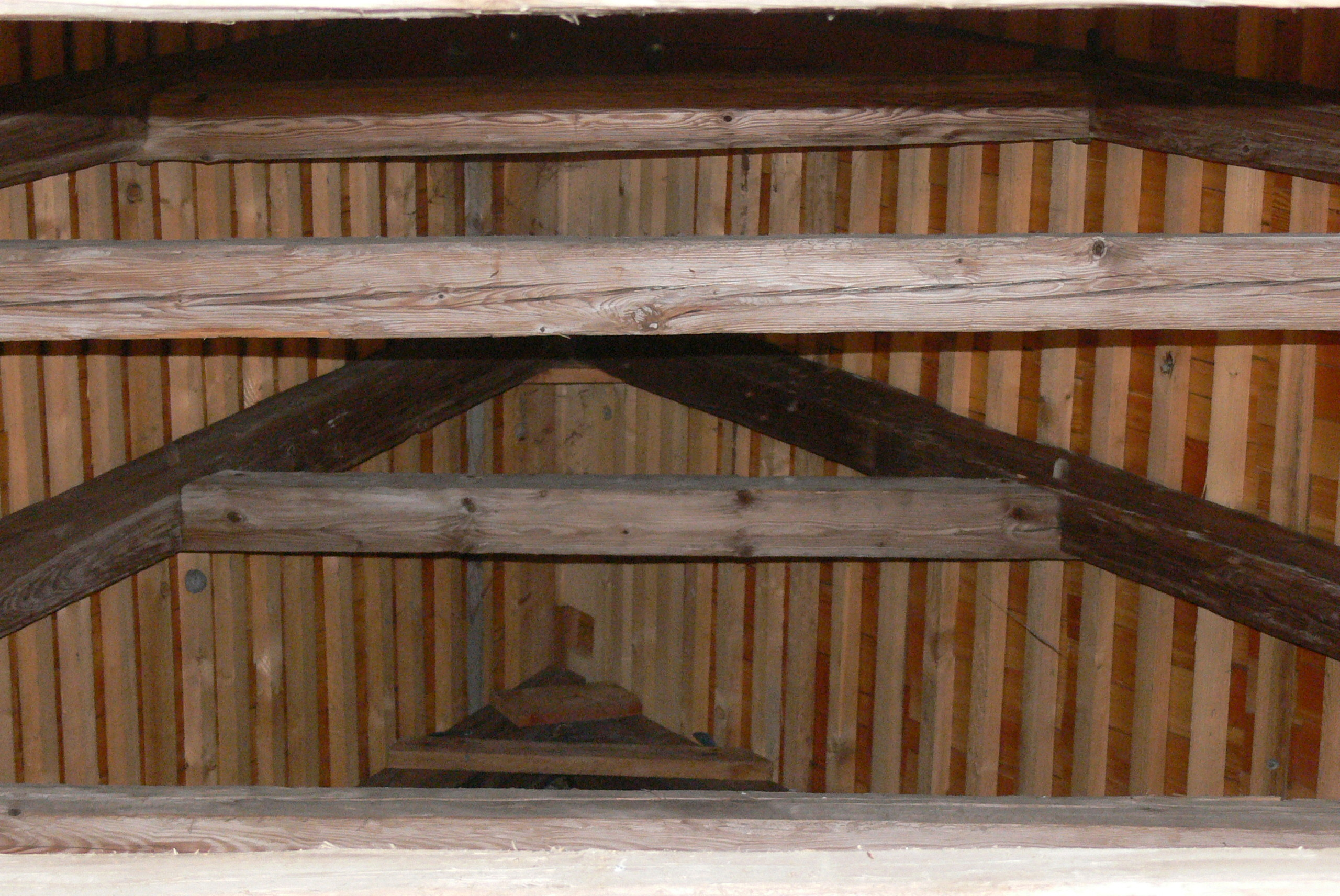
Los listones del techo se extienden entre las vigas y sostienen las tejas de madera.

Un listón o ripia es una tira delgada y angosta de madera recta que se usa debajo de las tejas o tejas del techo, en paredes y techos de listones y yeso para sostener el yeso, y en trabajos de celosía y enrejado .
Las ripias eran listones que se usaban para techar las casas rurales, por lo que se pueden ver en construcciones más antiguas. Estas fueron reemplazados por listones, que se ha expandido para referirse a cualquier tipo de material de respaldo para yeso. Esto incluye malla de alambre de metal o metal expandido que se aplica a una estructura de madera o metal como matriz sobre la cual se aplica estuco o yeso, así como productos de paneles de cartón yeso llamados yeso o listón de roca. Históricamente, la estera de caña también se usaba como material de listón.
Uno de los elementos clave del listón, ya sean listones de madera o malla de alambre, son las aberturas o espacios que permiten que el yeso o el estuco rezume por detrás y forme una unión mecánica con el listón. Esto no es necesario para el listón de yeso, que se basa en un enlace químico.

## Etimología
La palabra listón es el aumentativo de lista, palabra que deriva del germánico lîsta, relacionada con el nórdico lîsta y el inglés list 'franja', 'orillo'.

## Tipos de listones

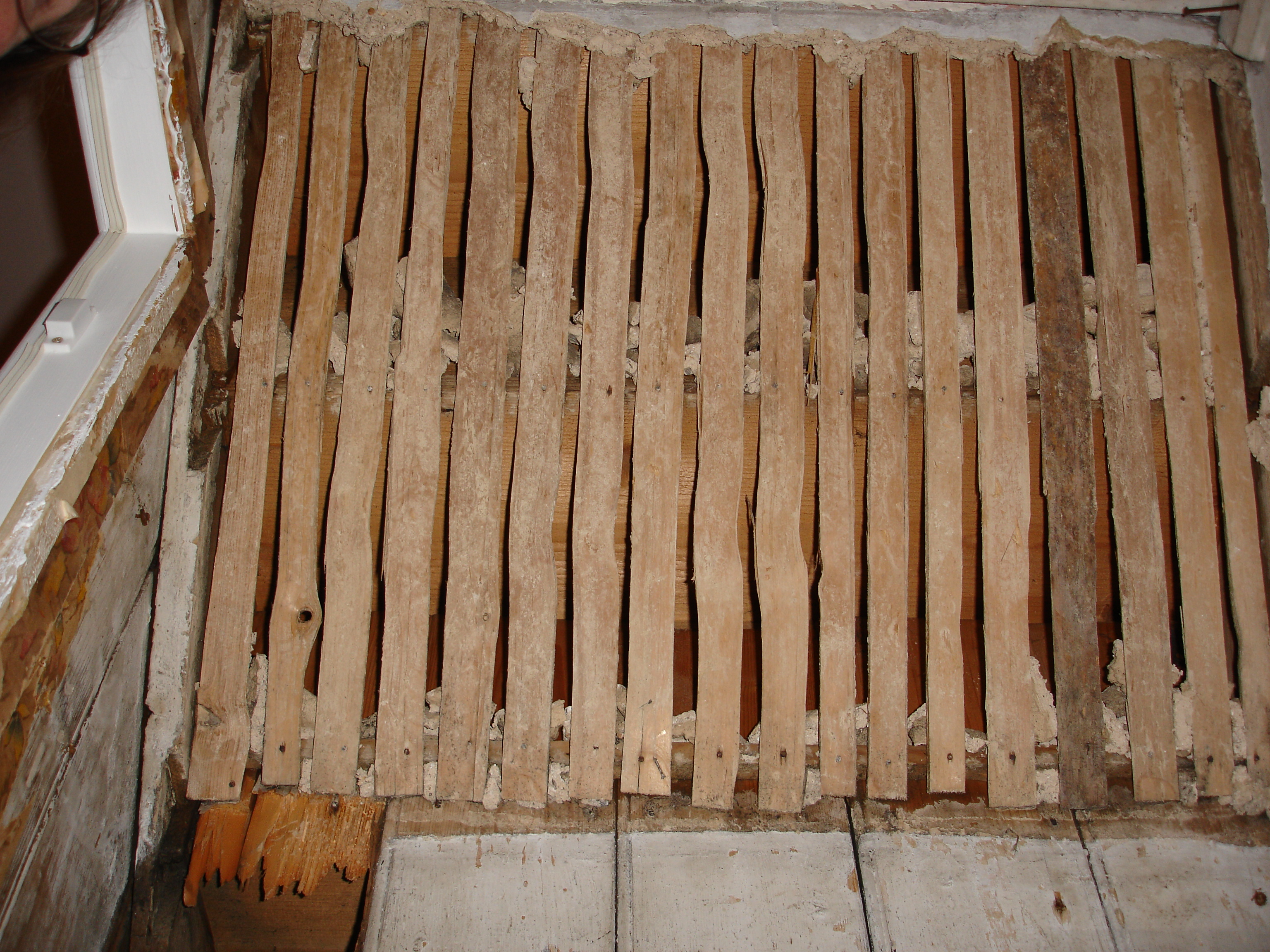
Ripias partidas, cada pieza se ha partido de un tronco

### De madera
Los listones de madera todavía se utilizan hoy en día en la construcción de edificios para formar una base para el yeso, pero las aplicaciones modernas de listones y yeso se limitan principalmente a proyectos de conservación .
Las tejas, pizarras y otros revestimientos en techos y paredes a menudo se sujetan a listones, a veces también llamados ristreles o ripias. Estas tiras de madera también se emplean para formar celosías, o se utilizan como barras de persianas venecianas y postigos de ventanas . El listón también se usa en muchas granjas de tabaco en el Valle de Connecticut como un medio para transportar y colgar la planta en graneros. Esto se logra mediante el uso de uno de dos métodos: gancho o lanza. Un listón de "lanza" es un listón regular que se sostiene en posición vertical. Luego, un trabajador monta una lanza en la parte superior y "lanza" el tabaco sobre el listón. 
Una casa de listones es una estructura abierta techada con listones para cultivar plantas que necesitan resguardo del sol.
En Cape Cod, los listones se utilizaron a principios de la década de 1880 para construir trampas de madera para langostas .
Históricamente, había tres formas de hacer listones de madera para yeso: listones hendidos, listones de acordeón y listones aserrados circularmente. El listón hendido se partía tradicionalmente con el grano de castaño, roble y maderas duras similares, o de maderas blandas como el pino blanco del este. Se partieron listones individuales y se clavaron en su lugar. Debido a que se dividen con el grano, el listón partido es más fuerte que las formas posteriores de producción de listones. Los listones de acordeón son tablas delgadas aserradas que se parten parcialmente con un hacha o hacha. Luego, las divisiones se separan para formar espacios para que el yeso encaje. El nombre deriva de la acción de esparcimiento, que es como abrir un acordeón. 

### Contra-listón
Counter-lath es un término usado en techado y enyesado para una pieza de madera colocada perpendicularmente al listón. En techado, una contra-malla es una pequeña pieza de madera paralela a las vigas comunes y entre ellas para dar soporte adicional a la malla, o una malla colocada a ojo entre cada dos vigas calibradas. Cuando se enyesa, a veces se coloca un contra-listón perpendicular al listón como un filete (una tira delgada y angosta de material) para separar el listón de la superficie para permitir que el yeso pase a través del listón y cree una llave.

### Listón de metal

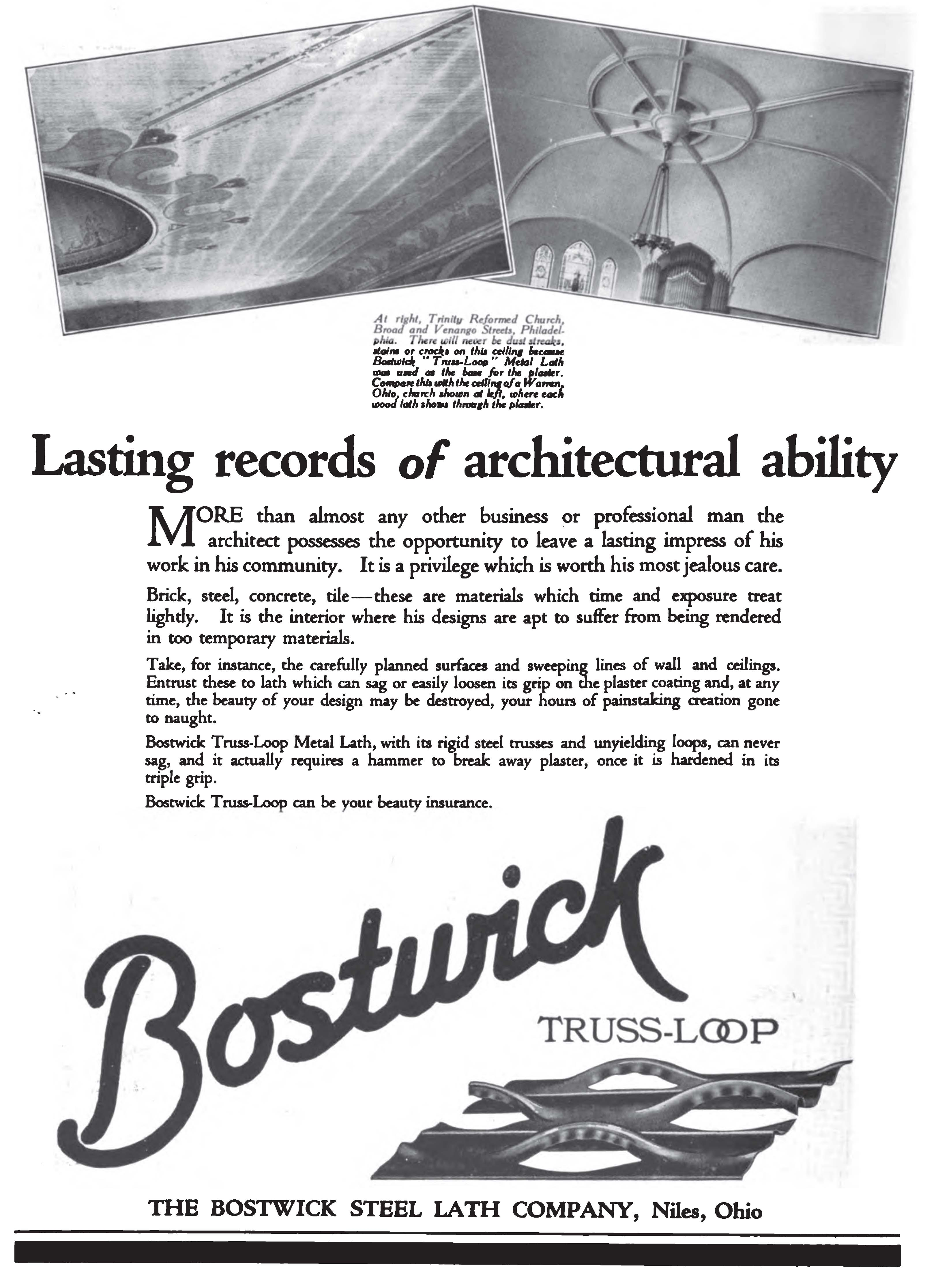
Anuncio de Bostwick Steel Lath Company para listones de metal tipo bucle de armadura de acero en 1920

El listón de metal data de finales del siglo XIX y se usa ampliamente en la actualidad con yeso y estuco en la construcción de casas y comercios. Además de proporcionar una matriz a la que se puede adherir el estuco, el listón de metal agrega fuerza y rigidez. El listón de metal se puede engrapar directamente a los montantes y es capaz de doblarse para formar esquinas y curvas con facilidad. Se requieren tres capas de yeso cuando se usa malla metálica.
Se han desarrollado varios tipos de listones metálicos para una variedad de aplicaciones:
- El listón de metal expandido se fabrica cortando y separando una lámina delgada de metal, que produce agujeros en forma de diamante a través de los cuales el yeso puede formar llaves.[5]
- El listón acanalado está hecho de metal ranurado y expandido con nervaduras en forma de V que le dan más rigidez y está diseñado para abarcar una mayor distancia entre los soportes de la estructura.
- El listón autoenrasado es un listón de metal expandido que tiene hoyuelos para mantenerse separado de una superficie sólida.
- El listón de alambre está hecho de alambres soldados o tejidos y es similar a la tela metálica.
- El listón de alambre con respaldo de papel es un listón de alambre con papel de construcción adjunto
- Listones de tiras es un listón de metal que tiene varias pulgadas de ancho y se usa a menudo para reforzar juntas y esquinas.
- El listón de esquina está predoblado para su uso en la fabricación de esquinas.
- La malla de alambre que se usa en las esquinas interiores para evitar que se agrieten se llama Cornerite.[6]

El listón de yeso (listón de roca) consiste en un yeso intercalado entre dos hojas de papel absorbente. Los paneles de yeso se pueden comprar en láminas de varios tamaños y se pueden atornillar o clavar directamente en los montantes de un edificio. Debido a su rigidez, es más adecuado para su uso en paredes rectas.
El panel de yeso se mejoró en 1910 con el papel que envuelve los bordes y se desarrollaron múltiples variaciones en la década de 1930. El listón de yeso está disponible con un revestimiento de aluminio, que actúa como barrera de vapor y reflector de calor, y como base de revestimiento para revestimiento de yeso .

## Entramado
El listón se puede unir directamente al marco de un edificio, como los montantes de una estructura de madera. Alternativamente, el listón se puede unir a un entramado de madera o metal llamado enrasado, que luego se une a la estructura del edificio. Los enrasados se utilizan a menudo en la construcción de mampostería. Los marcos también se usan cuando se usan listones y yeso para crear trabajos decorativos, curvos u ornamentales.

## Falla del listón

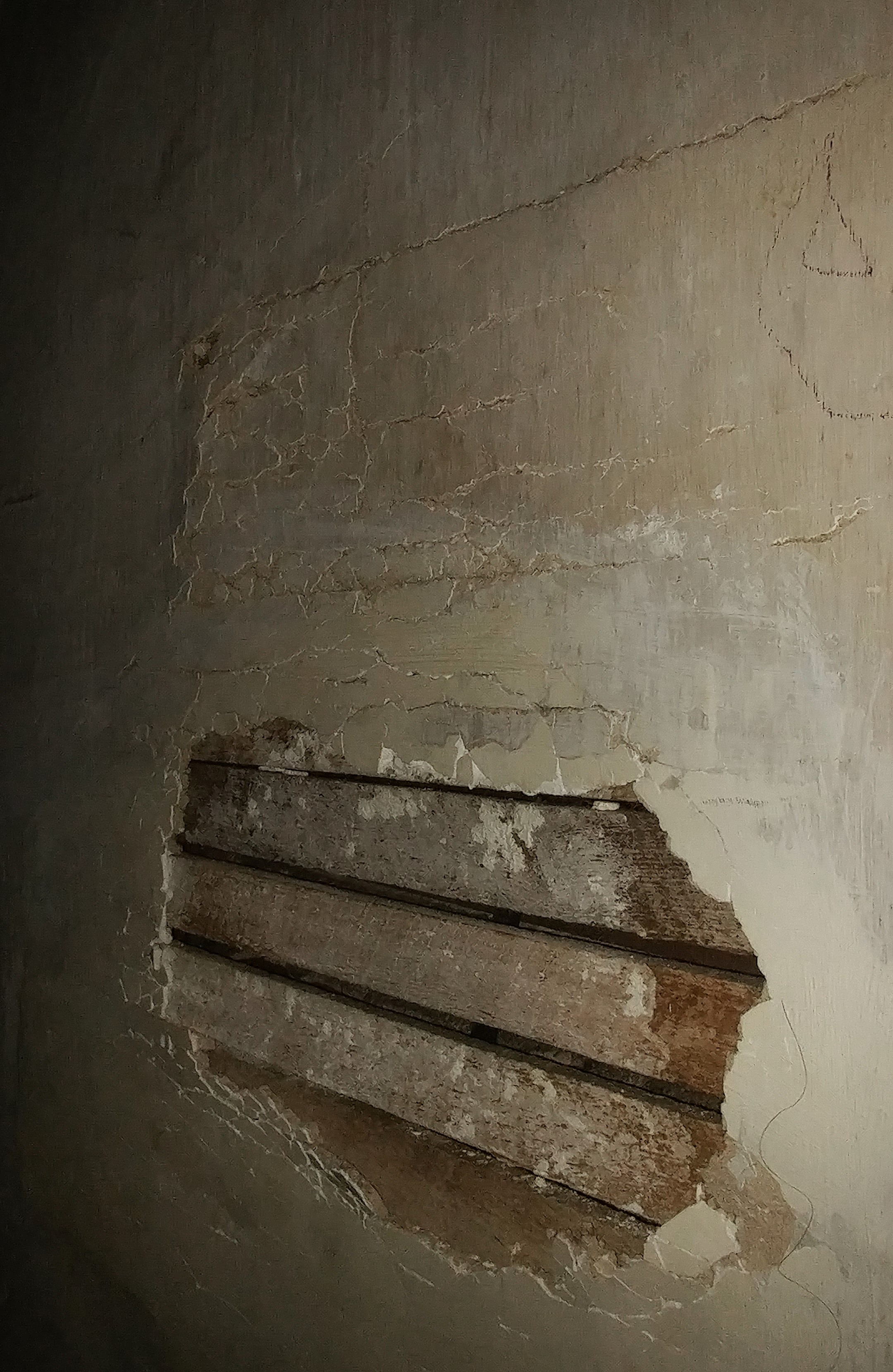
Listón con tramos y secciones fallidas

Hay varias razones por las que una pared de yeso y listones puede fallar. En primer lugar, el propio listón a veces puede desprenderse del marco en el que está montado. Esto generalmente se debe al uso de clavos no galvanizados . El listón también puede fallar debido a la descomposición por humedad o daños por insectos. La humedad también puede hacer que el listón de madera se expanda y se contraiga, provocando que el yeso que lo rodea se agriete.

### Métodos de reparación
Reparar las paredes de listones y yeso dañados es generalmente más económico que reemplazarlos. A menudo, el yeso necesita las reparaciones, y no el propio listón. Siempre que el listón y las primeras capas (capa marrón) de yeso no presenten ningún daño significativo, las grietas menores pueden repararse fácilmente. Para grietas más grandes, y cuando la capa marrón está dañada, se deben aplicar varias capas de base antes de la capa de parche. El listón de metal también se puede agregar al listón de madera antes del recubrimiento para agregar resistencia y aumentar el enchavetado.
Si se puede acceder a la parte posterior del listón, es posible crear nuevas llaves donde han fallado. Esto lo hacen con mayor frecuencia los conservadores cuando se quiere mantener la superficie acabada original de la pared o el techo. Después de reforzar el yeso defectuoso en su lugar, se aplica un agente adhesivo y un yeso en la parte posterior de los listones y se fuerza a través de los espacios hacia la parte posterior del yeso original.

## Beneficios del listón
Las paredes de listón y yeso tienen varios beneficios, incluida la resistencia al fuego y al moho, la insonorización y el aislamiento térmico . Si bien los listones de madera pueden ser susceptibles al crecimiento y descomposición del moho, los listones de metal cubiertos con yeso crean un ambiente inhóspito para los mohos tóxicos. Los listones de metal y las paredes de yeso pueden ser dos veces más resistentes al fuego que los paneles de yeso, y son capaces de lograr una clasificación de resistencia al fuego de dos horas con un 2 pulgadas (5,1 cm) montaje. 2 pulgadas de yeso y listón también pueden alcanzar la misma clasificación de decibelios que4+7/8 de pulgada (12,4 cm)  de paneles de yeso.